# شهرستان هلگان
شهرستان هلگان یک منطقهٔ مسکونی در سومالی است که در هیران (سومالی) واقع شده‌است.